# Andrew Cassels
Andrew Cassels (né le 23 juillet 1969 à Bramalea, dans la province de l'Ontario au Canada) est un joueur professionnel retraité canadien de hockey sur glace devenu brièvement entraîneur. Il évoluait au poste de centre. Il a joué 16 saisons dans la Ligue nationale de hockey.

## Carrière de joueur
Cassels est choisi par les Canadiens de Montréal, 17e choix au total du repêchage de 1987 de la Ligue nationale de hockey alors qu'il jouait pour les 67 d'Ottawa de la Ligue de hockey de l'Ontario. Il y passe trois saisons avant de se joindre aux Canadiens le 19 novembre 1989 dans un match contre les Flames de Calgary. Au cours de ce match, Cassels marque son tout premier but dans la ligue, à sa première présence sur la glace et sur son premier tir. Malgré ce début fulgurant, Cassels ne dispute que 60 rencontres avec les Canadiens avant d'être cédé aux Whalers de Hartford en retour d'un choix de deuxième tour, choix que Montréal utilise pour repêcher Valeri Boure.
C'est à Hartford que Cassels connaît le plus de succès dans la LNH, établissant des sommets personnels en carrière pour les aides, les points, les buts en infériorité numérique et les minutes de punition en 1992-1993. Après six saisons avec les Whalers, ceux-ci l'échangent aux Flames de Calgary au cours de l'été 1997. Il reste avec Calgary pour deux saisons avant de se joindre aux Canucks de Vancouver à titre d'agent libre. Il est l'un des bons joueurs d'une équipe autrement fort ordinaire avant de passer trois saisons plus tard aux Blue Jackets de Columbus, où ses 68 points sont son meilleur total depuis ses 85 points de 1992-1993. Les blessures le ralentissent cependant considérablement par la suite.
Il rejoint les Capitals de Washington le 12 août 2005. Après seulement 31 rencontres, l'attaquant qui n'avait marqué que 4 buts et 8 passes et qui est laissé de côté pour une douzaine de matches par l'entraîneur des Caps est libéré par le club. La direction du club cite alors son incapacité à s'adapter à la nouvelle règlementation de la ligue comme motif principal ; un article du Washington Post mentionne qu'il était distrait par sa bataille juridique contre son ex-femme au sujet de la garde de ses enfants. À la suite de son passage avec les Capitals et ayant cumulé plus de mille rencontres en carrière, Cassels se retire de la compétition.
Il a représenté le Canada sur la scène internationale. Il a remporté une médaille d'argent lors du championnat du monde de 1996 ayant lieu en Autriche.
Il occupe pendant la saison 2011-2012 le poste d'entraîneur-adjoint pour les Cyclones de Cincinnati dans l'ECHL.

## Vie personnelle
Son fils, Cole, est également un joueur de hockey professionnel.

## Statistiques en carrière

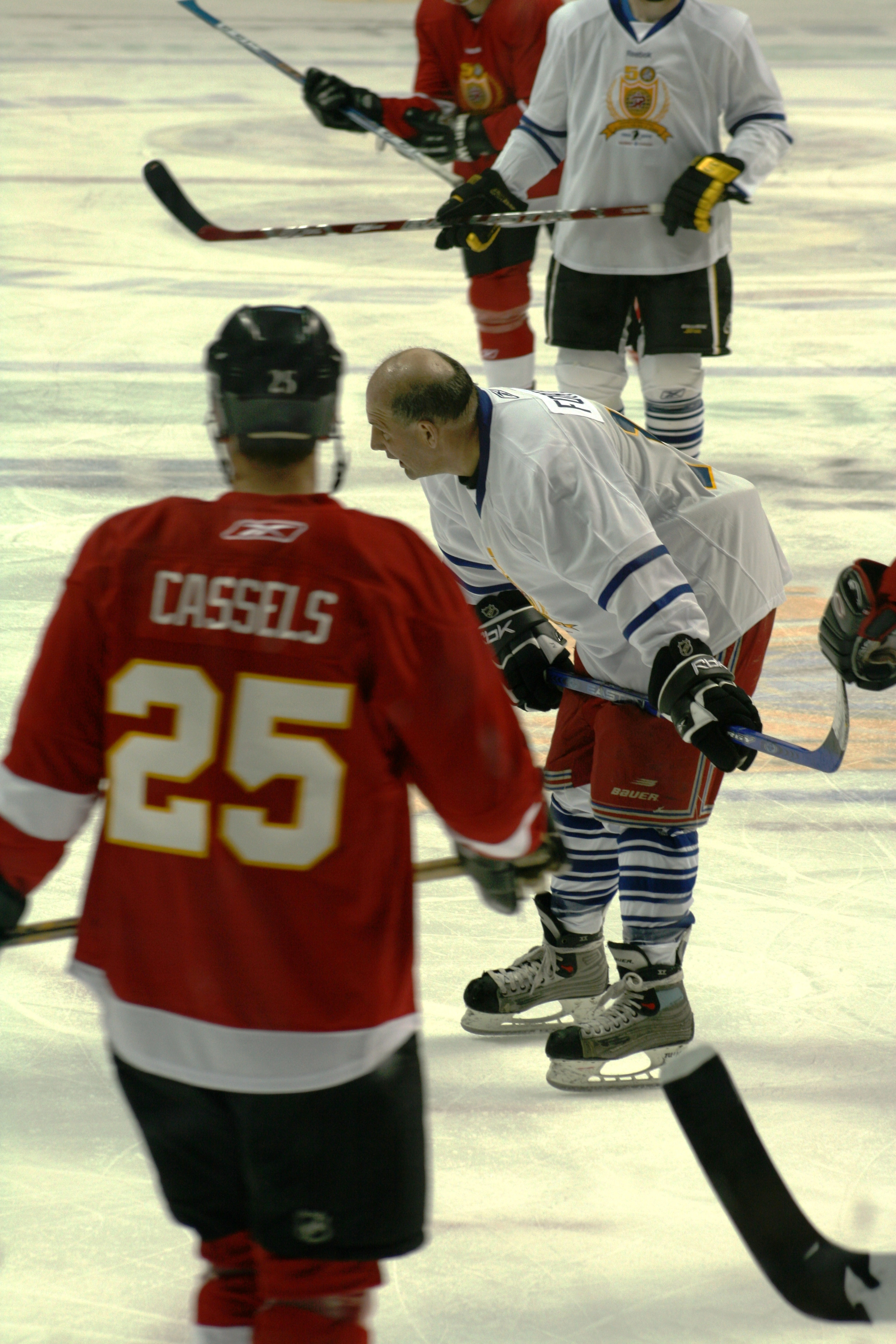
Andrew Cassels, pour un match des légendes, en 2009.

### En club
| Saison     | Équipe                   | Ligue      |       | Saison régulière | Saison régulière | Saison régulière | Saison régulière | Saison régulière |   | Séries éliminatoires | Séries éliminatoires | Séries éliminatoires | Séries éliminatoires | Séries éliminatoires |
| Saison     | Équipe                   | Ligue      | PJ    | B                | A                | Pts              | Pun              | PJ               | B | A                    | Pts                  | Pun                  |                      |                      |
| 1986-1987  | 67 d'Ottawa              | LHO        | 66    | 26               | 66               | 92               | 28               | 11               | 5 | 9                    | 14                   | 7                    |                      |                      |
| 1987-1988  | 67 d’Ottawa              | LHO        | 61    | 48               | 103              | 151              | 39               | 16               | 8 | 24                   | 32                   | 13                   |                      |                      |
| 1988-1989  | 67 d’Ottawa              | LHO        | 56    | 37               | 97               | 134              | 66               | 12               | 5 | 10                   | 15                   | 10                   |                      |                      |
| 1989-1990  | Canadiens de Montréal    | LNH        | 6     | 2                | 0                | 2                | 2                | -                | - | -                    | -                    | -                    |                      |                      |
| 1989-1990  | Canadiens de Sherbrooke  | LAH        | 55    | 22               | 45               | 67               | 25               | 12               | 2 | 11                   | 13                   | 6                    |                      |                      |
| 1990-1991  | Canadiens de Montréal    | LNH        | 54    | 6                | 19               | 25               | 20               | 8                | 0 | 2                    | 2                    | 2                    |                      |                      |
| 1991-1992  | Whalers de Hartford      | LNH        | 67    | 11               | 30               | 41               | 18               | 7                | 2 | 4                    | 6                    | 6                    |                      |                      |
| 1992-1993  | Whalers de Hartford      | LNH        | 84    | 21               | 64               | 85               | 62               | -                | - | -                    | -                    | -                    |                      |                      |
| 1993-1994  | Whalers de Hartford      | LNH        | 79    | 16               | 42               | 58               | 37               | -                | - | -                    | -                    | -                    |                      |                      |
| 1994-1995  | Whalers de Hartford      | LNH        | 46    | 7                | 30               | 37               | 18               | -                | - | -                    | -                    | -                    |                      |                      |
| 1995-1996  | Whalers de Hartford      | LNH        | 81    | 20               | 43               | 63               | 39               | -                | - | -                    | -                    | -                    |                      |                      |
| 1996-1997  | Whalers de Hartford      | LNH        | 81    | 22               | 44               | 66               | 46               | -                | - | -                    | -                    | -                    |                      |                      |
| 1997-1998  | Flames de Calgary        | LNH        | 81    | 17               | 27               | 44               | 32               | -                | - | -                    | -                    | -                    |                      |                      |
| 1998-1999  | Flames de Calgary        | LNH        | 70    | 12               | 25               | 37               | 18               | -                | - | -                    | -                    | -                    |                      |                      |
| 1999-2000  | Canucks de Vancouver     | LNH        | 79    | 17               | 45               | 62               | 16               | -                | - | -                    | -                    | -                    |                      |                      |
| 2000-2001  | Canucks de Vancouver     | LNH        | 66    | 12               | 44               | 56               | 10               | -                | - | -                    | -                    | -                    |                      |                      |
| 2001-2002  | Canucks de Vancouver     | LNH        | 53    | 11               | 39               | 50               | 22               | 6                | 2 | 1                    | 3                    | 0                    |                      |                      |
| 2002-2003  | Blue Jackets de Columbus | LNH        | 79    | 20               | 48               | 68               | 30               | -                | - | -                    | -                    | -                    |                      |                      |
| 2003-2004  | Blue Jackets de Columbus | LNH        | 58    | 6                | 20               | 26               | 26               | -                | - | -                    | -                    | -                    |                      |                      |
| 2005-2006  | Capitals de Washington   | LNH        | 31    | 4                | 8                | 12               | 14               | -                | - | -                    | -                    | -                    |                      |                      |
| Totaux LNH | Totaux LNH               | Totaux LNH | 1 015 | 204              | 528              | 732              | 410              | 21               | 4 | 7                    | 11                   | 8                    |                      |                      |

### En équipe nationale
| Année | Compétition                 |   | PJ | B | A | Pts | Pun               |  | Résultat |
| 1989  | Championnat du monde junior | 7 | 2  | 5 | 7 | 2   | 4e place          |  |          |
| 1996  | Championnat du monde        | 6 | 1  | 0 | 1 | 0   | Médaille d'argent |  |          |